# 群馬県立高崎高等特別支援学校

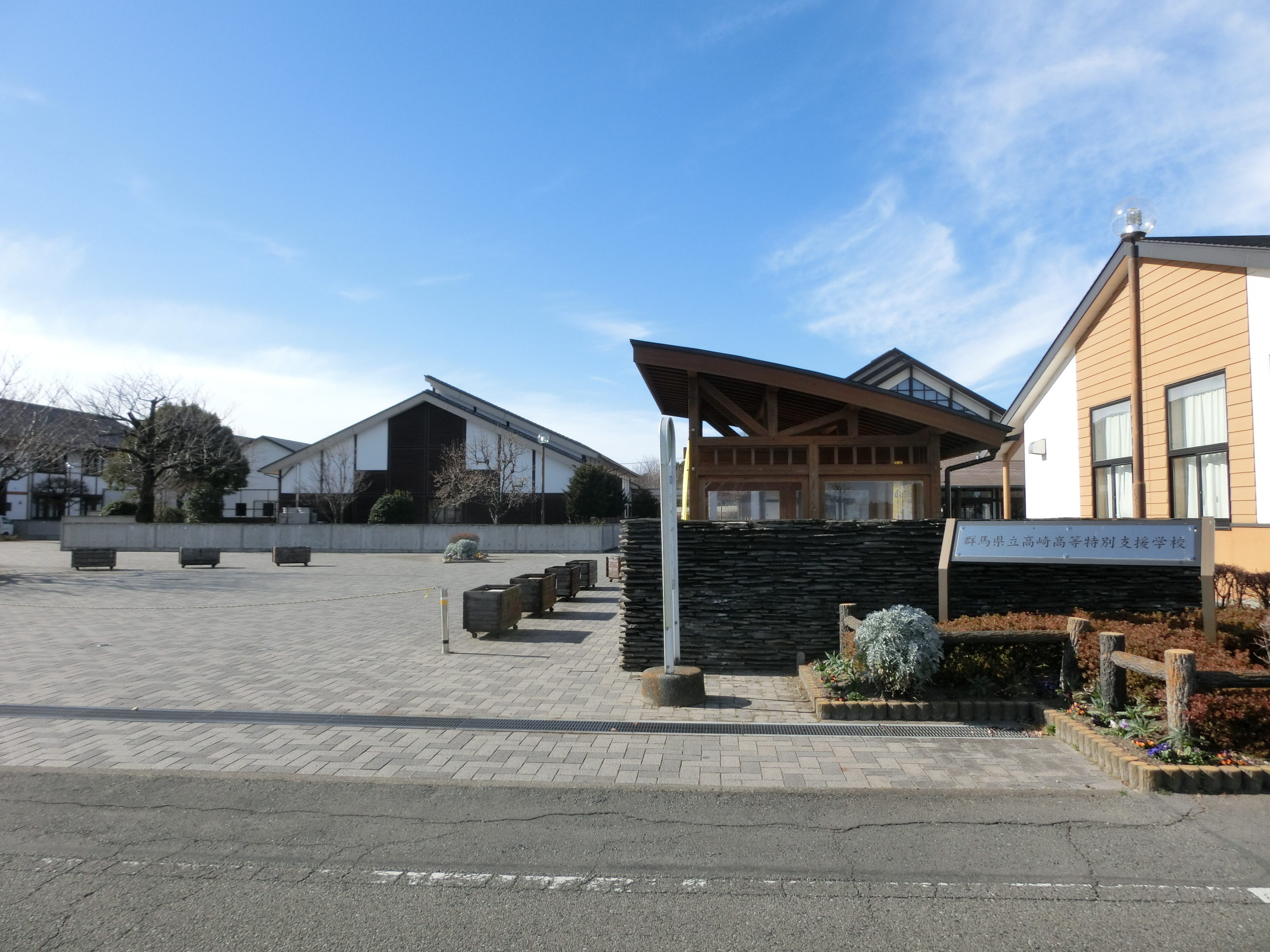
群馬県立高崎高等特別支援学校

群馬県立高崎高等特別支援学校（ぐんまけんりつ たかさきこうとうとくべつしえんがっこう）は、群馬県高崎市にある特別支援学校。

## 設置学科
- 高等部

## 所在地
- 群馬県高崎市柴崎町1838-2

## 沿革
- 1997年（平成9年）4月1日 - 群馬県立高崎高等養護学校として創立
- 2015年 (平成27年) 4月1日　- 群馬県立高崎高等特別支援学校に校名変更